# Leitor de CD

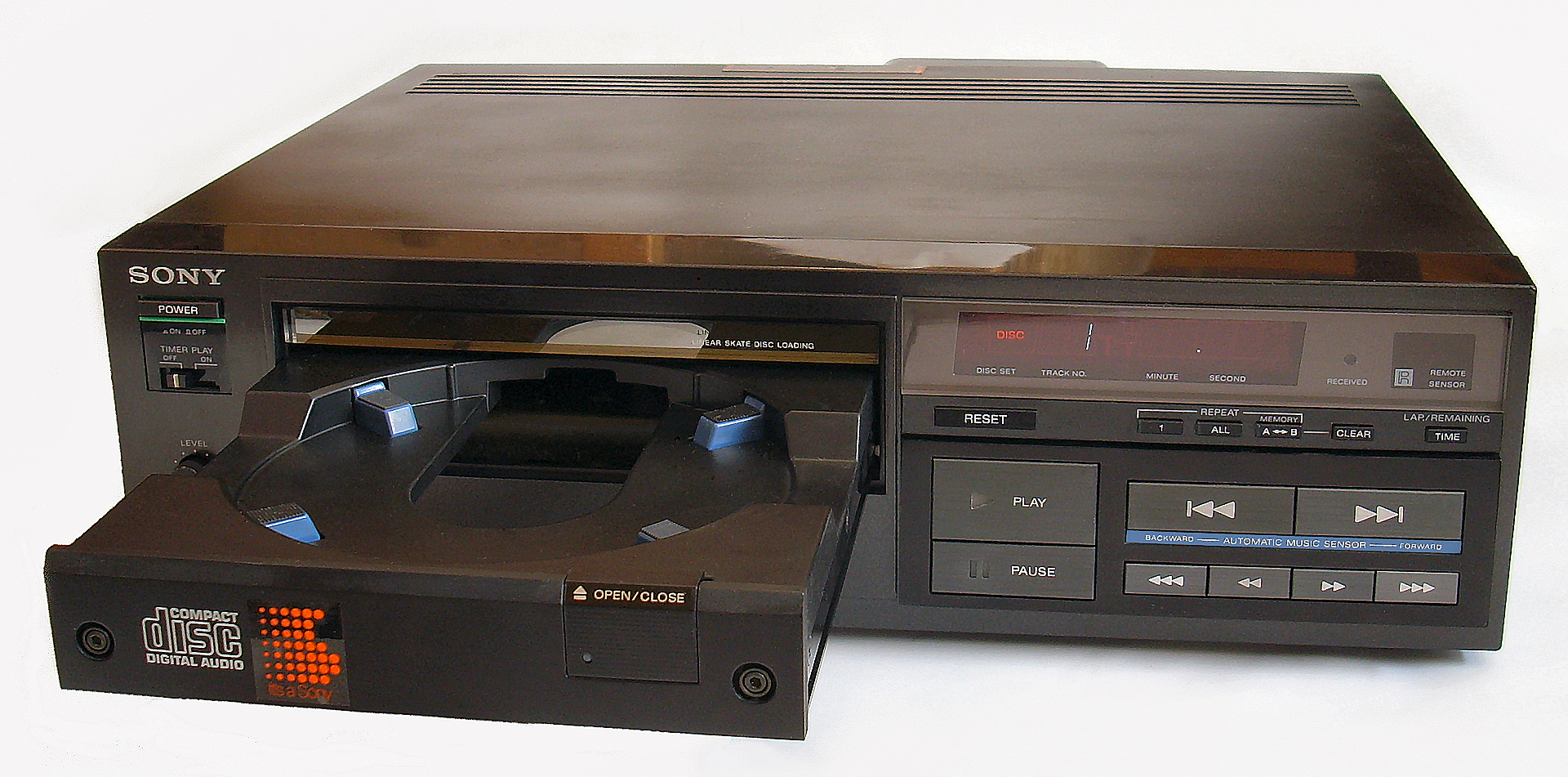
Sony CDP-101, primeiro leitor de CDs, 1982.

Os reprodutores digitais foram desenvolvidos no final dos anos 70, com a promessa de melhorar a qualidade de áudio da alta fidelidade e da duplicação, e reduzir os ruídos e chiados das fitas cassete e dos discos de vinil. Para os consumidores, a revolução digital chegou sob a forma do CD. Diferente da fita analógica, o CD oferece um acesso aleatório, o que significa que pode-se acessar diretamente às pistas no meio do disco sem ter que buscar em pistas prévias.

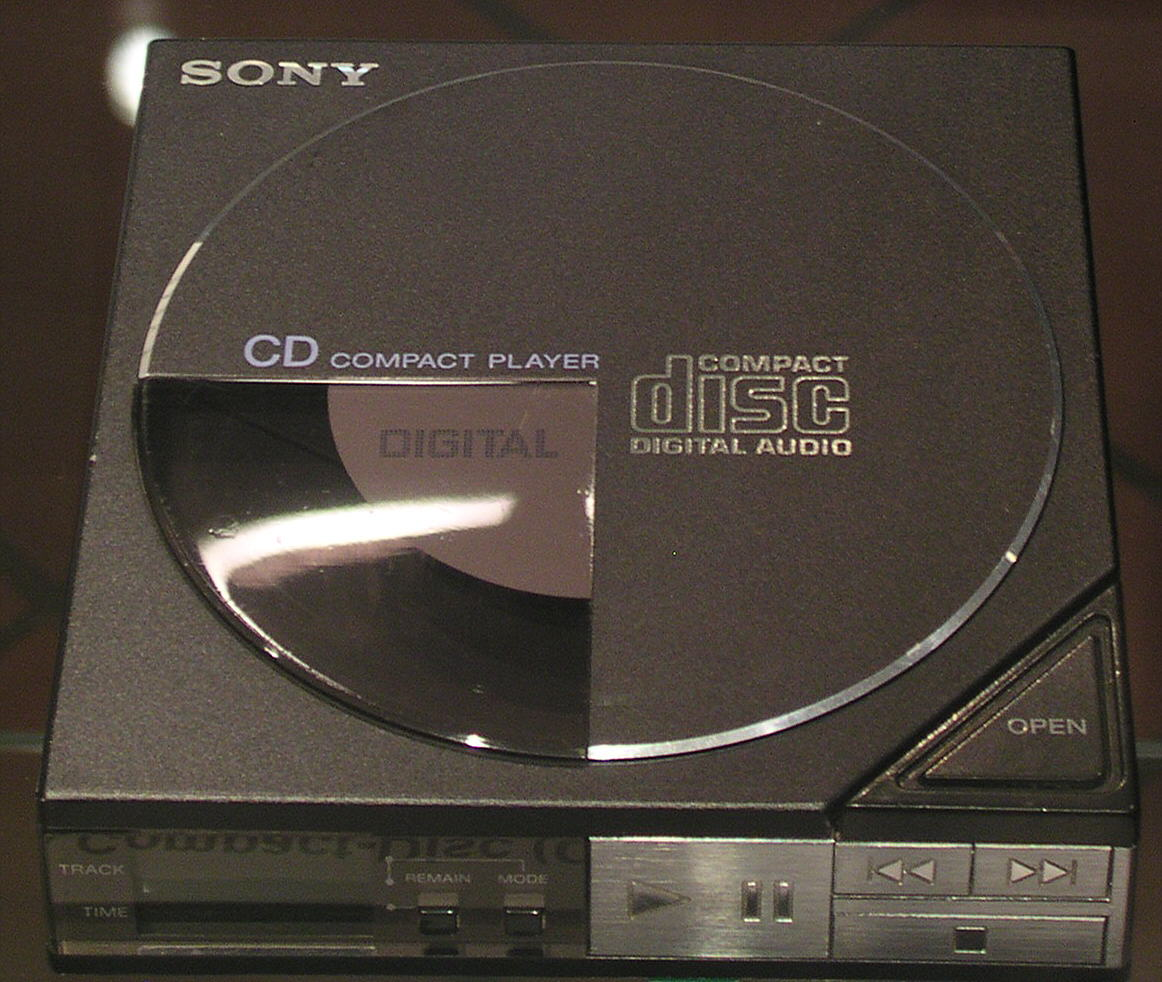
Sony D-50, primeiro discman, 1984.

O CD é a abreviação de Compact Disc (disco compacto). É compacto porque é capaz de armazenar mais informações num espaço bem menor do que os discos de vinil. No entanto ele é semelhante a este, pois nos discos de vinil, a agulha do toca-discos percorre os microssulcos, reproduzindo mecanicamente os sinais analógicos que os geraram. 
No CD, em vez dos sulcos, existe uma sequência de traços de um milésimo de largura e profundidade igual a um sexto dessa largura. As informações são gravadas por traços. A medida do comprimento de cada traço corresponde a cada informação. Não existe contato mecânico com esses traços: a leitura é feita por um finíssimo feixe de laser de 0,0009 mm. 
Porém, nos discos de vinil, a leitura da agulha é realizada da borda para o centro, acima do disco de vinil, enquanto que o leitor de CD realiza a leitura do centro para a borda e de baixo para cima. O feixe de laser focaliza a linha tracejada no disco e é refletido e separado do incidente e dirigido a um conjunto de detectores. Dessa forma, esses detectores podem "medir" o comprimento dos traços, tornando possível a leitura da informação, além de manter o feixe na trilha correta. Os CDs podem reproduzir qualquer sinal digitalizado, ou seja, transformado em dígitos binários, além dos sinais de áudio.

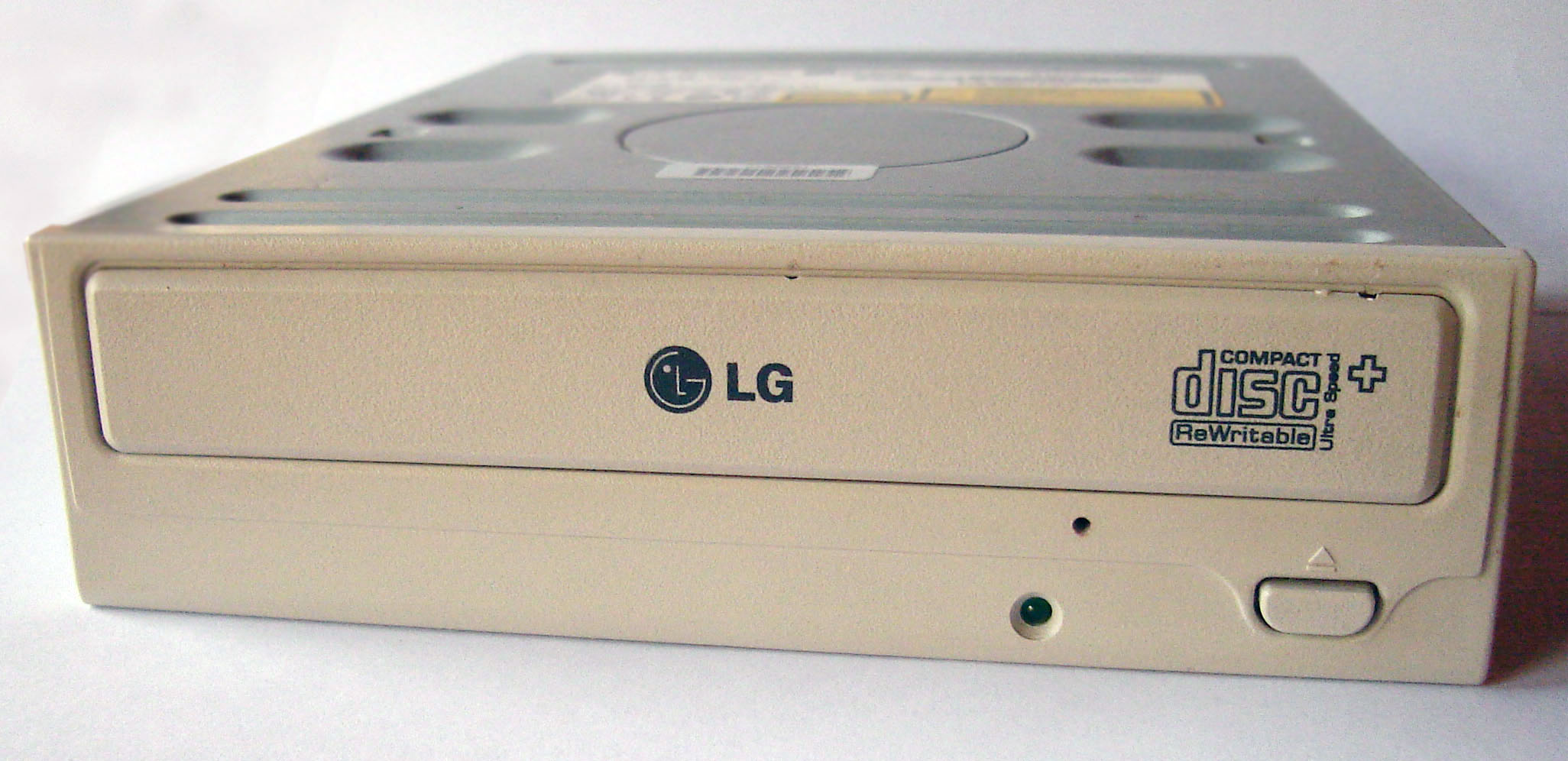
Gravador de CD para computador.

O CD substituiu o disco de vinil devido sua grande praticidade no dia a dia. Porém, como o som em um CD é registrado através de "amostras" retiradas do registro sonoro original (a taxa de amostragem mais comum para um CD é de 44.100 amostras por segundo), ouvidos bem treinados podem notar alguma alteração mínima no som, se comparado a uma gravação reproduzida em um disco de vinil, em que o som é registrado de forma análoga à vibração causada pelo som.